# Алексей (Алесь) Семёнович Менделеев
Алексей (Алесь) Семёнович Менделеев (род. 5 мая 1961, Минск, БССР) — советский и белорусский велогонщик, магистр истории и общественных наук, публицист, тренер, спортивный аналитик. В спортивной карьере стал на подиум в более чем 70 гонках. Один из первых белорусских профессиональных велогонщиков. Мастер спорта СССР, тренер международного союза велосипедистов UCI, с 2000 года сотрудничает с национальными командами Белоруссии, Германии, Польши, Литвы, Италии, Украины по велоспорту, конькобежному спорту, лёгкой атлетики, биатлону, хоккею на траве, лыжным гонкам, триатлону, спортивной акробатике. Занимается подготовкой спортсменов профессиональных команд. Подготовил Олимпийских чемпионов, чемпионов мира, национальных первенств. Обладает двумя высшими образованиями. Владелец спортивных фирм.

## Спортивная деятельность
Алесь Менделеев пробовал свои спортивные сила в юном возрасте с легкой атлетики, плавания и хоккея. После серьезной травмы во время хоккейного матча был доставлен в больницу. После лечения врачи запретили возможность занятий каким-либо спортом. Утаив это от тренера, Алесь начал первые тренировки в ДФСО «Красное знамя» и на первых соревнованиях по велоспорту в возрасте 12 лет, в группе с старшими ровесниками занял третье место на чемпионате города Минска. Первым тренером был Олег Константинович Карпов ДФСО «Красное знамя» и Жигальским Гранд Иванович. После школы с красным дипломом оканчивает строительное училище. Во время обучения представлял ДФСО «Трудовые резервы», а будучи студентом Белорусского государственного университета представлял ДФСО «Буревестник» (тренер Владимир Климкович). В 1986 году стал бронзовым призёром Чемпионата страну. С 1984 по 1986 был организатором «Гранд При» Белоруссии по велокроссу. Для возможности финансовой организации этих соревнований был вынужден зарабатывать средства на ночных сменах на городском хлебозаводе.
С 1984 года Алесь Семёнович сотрудничает с ведущим врачом Республиканского спортивного диспансера Герман Татьяной Владимировной и создает уникальную технологию по подготовке спортсменов высших спортивных достижений, совершенствуя её в последующих годах при тренерской работе в Германии, Италии и Польше. За время студенческой жизни занимался общественными проектами. В 1983 основывает и по 1986 год руководит первым в Белоруссии диско-клубом «Альбом» для школьной молодёжи Минска. В газетах «Знамя юности», «Вечерний Минск», «Физкультурник Белоруссии», журнале «Ровесник» публиковал статьи спортивной и социальной тематики.
В 1987 Алесь Менделеев получает первое предложение спортивного контракта в команде спортивного клуба «Stomil Poznań» (Польша). До 1991 года успешно выступает в соревнованиях на шоссе и велокроссе. В 1991 году создает первую коммерческую велокоманду « RAMG»(1991—1994) и начинает тренерскую работу. В последующих годах сотрудничает с профессиональными командами Про тура, национальными командами, участвует в подготовке таких мировых звёзд как Марко Пантани, Эрик Цабель и других. Готовит спортсменов для участия в летних Олимпийских играх в 2000, 2004, 2008, 2012 годах, зимних в Солт-Лейк-Сити в 2002.
С 2000 по 2003 год является владельцем и спортивным директором Про Континентальной команды «Inale». С 2014 вице президент спортивного клуба «Polonia Środa Wlkp. Poland». С 2016 года является президентом многопрофильного городского спортивного клуба Środa Wlkp.Poland. С 2020 года является организатором велогонки Moskawa cyclocross, календаря национальной федерации (PZKoL).

## Предпринимательская деятельность
С 1991 года Алесь Менделеев начинает бизнес-карьеру, создав первую в Белоруссии спортивную фирму «Байк-Ровар». Фирма стала первым поставщиком таких брендов как Colnago, Fausto Coppi, Shimano, Campagnolo, Sigma sport, Rizi sportmoden, Bell, SKS. На протяжении многих лет обеспечивала национальные команды и спортивные организации России и Белоруссии спортивной формой и оборудованием. Его фирма активно участвует в международных спортивных выставках в Белоруссии и Российской Федерации, создаёт свои представительства в Москве, Санкт-Петербурге, Эстонии, Украине. Как партнёр зарубежных компании посещает спортивные выставочные форумы в Германии, Чехии, Франции, Италии. В тяжелые 90-е годы он оказывает финансовую поддержку многим белорусским тренерам, оказавшимся в сложном материальном положении. Для спортивных школ передаёт инвентарь и специализированную форму. В Белоруссии оказывает спонсорскую помощь при проведении соревнований по велоспорту, триатлону, спортивной акробатике, легкой атлетике, спортивной гимнастике, конькобежному спорту. С 1998 по 2000 году финансирует велопробег под эгидой Юнеско «Seattle, USA 6 Aug 1998 — Hiroshima, Japan 1 Jan 2000-New Millennium Hiroshima. Участники пробега посетили 45 стран, проехав 24239 км промируя идею мира и память жертв Второй Мировой войны. С 2005 году является владельцем и руководителем немецко-польской спортивной фирмой, и транспортного предприятия Alexi-Raco.

## Семья
Мама — Менделеева Галина Петровна (девичья фамилия — Пилецкая) — представительница старинной славянской аристократической династии Пилецких. Эльжбета Пилецкая была супругой Великого Князя Литовского, впоследствии короля Польши Ягайло, основателя династии Ягеллонов. Отец происходит из рода Менделеевых, создателя периодической системы химических элементов Менделеева. Второй брак матери был с известным белорусским писателем Владимиром Максимовичем Домашевичем (лауреат государственных премий, издано более 18 романов и повестей), который оказал большое влияние на духовное развитие Алеся Менделеева. Друзья семьи: Нил Гилевич, Олег Лойко, Василий Быков, Владимир Караткевич, Алесь Адамович, Василь Сипаков, Эмилия Пасынкова и другие. Алесь Менделеев имеет двух братьев: Анатолий и Георгий. Племянница Кристина Менделеева «Рок-Княжна 97» группа «Hasta La Fillsta».
Алесь был женат четыре раза. Имеет двух сыновей Тадэуша и Максимилиана.